# New Brancepeth
New Brancepeth är en by i kommunen Durham i grevskapet Durham i England. Byn är belägen 5,1 km 
från Durham. Orten har 1 180 invånare (2015).